# Mario Véner
Mario Fabián Véner Igaña (né le 27 mai 1964 à Tandil en Argentine) est un ancien joueur et entraîneur de football argentin naturalisé chilien.

## Biographie
Natif de Tandil dans la province de Buenos Aires, Mario qu'on surnommait El tanque de Tandil, commence à jouer dans le club de sa ville natale du Club Gimnasia y Esgrima de Tandil. 
Il a pourtant effectué la majorité de sa carrière professionnelle au Chili, son pays d'adoption. Il a connu l'apogée de sa carrière dans les clubs du Club de Deportes Antofagasta et des Santiago Wanderers, où il fut sacré goleador (meilleur buteur) du Campeonato Nacional 1996 avec 30 buts. 
Comme footballeur, Véner était réputé pour son habileté, sa vélocité, son sens du but et sa puissance (il aimait également porter le maillot numéro 7). 
Après la fin de sa carrière de joueur, il se lance dans une carrière d'entraîneur, et prend les rênes en 2008 de l'un de ses anciens clubs, le Deportes Antofagasta.

## Palmarès
| Distinction                                                | Année |
| ---------------------------------------------------------- | ----- |
| Goleador (meilleur buteur) de la Primera División de Chile | 1996  |